# Кылым
Кы́лым — река в России, протекает в Республики Коми. Устье реки находится в 1180 км по правому берегу реки Печора. Длина реки составляет 116 км, площадь водосборного бассейна 1690 км².
Исток реки находится в 18 км к северо-востоку от села Русаново и в 40 км к северо-востоку от посёлка Троицко-Печорск. Река течёт на север, сильно петляя. Всё течение проходит по ненаселённому, всхолмлённому, частично заболоченному лесному массиву. Генерально течение проходит параллельно Печоре, реки иногда сближаются на расстояние до двух километров, но затем опять расходятся. Верхнее течение находится в Троицко-Печорском районе, в среднем течении река преодолевает участок по муниципальному району Сосногорск, нижнее течение лежит в городском округе Вуктыл. Впадает в Печору напротив острова Шерди на Печоре 20 километрами ниже села Шердино. Ширина реки у устья около 50 метров, скорость течения — 0,2 м/с.

## Притоки
- река Малый Кылым (пр)
- 45 км: река Кылымдинъёль (лв)
- 53 км: река Кылымъёль (пр)
- 66 км: река Кылымдымъёль (пр)

## Данные водного реестра
По данным государственного водного реестра России относится к Двинско-Печорскому бассейновому округу, водохозяйственный участок реки — Печора от водомерного поста у посёлка Шердино до впадения реки Уса, речной подбассейн реки — бассейны притоков Печоры до впадения Усы. Речной бассейн реки — Печора.
Код объекта в государственном водном реестре — 03050100212103000060817.